# آمال حسين
آمال حسين (16 سبتمبر 1912 - 1952) هي مغنية مصرية.

## حياتها ونشأتها
(اسمها الحقيقي: تقوى حسين عبد الفضيل) من مواليد 16 سبتمبر 1912، غنت أول مرة عند افتتاح الإذاعة المصرية في 31 مايو من عام 1934، وكانت لها حصة غنائية مرة في الأسبوع تؤديها في فاصلين في برامج السهرة، وكانت كل أغانيها من الأغاني الطويلة تستغرق حوالي النصف ساعة، وهي ليس لديها أغان قصيرة.
زارت بغداد في نهاية الثلاثينات، وعملت في عدد من الملاهي، وغنت في الإذاعة العراقية أشهر أغانيها التي كان يلحنها لها كبار الملحنين مثل محمود الشريف، رياض السنباطي، أحمد صدقي، زكريا أحمد، محمد القصبجي، وتحتفظ الأذاعة العراقية في مكتبتها ببعض من أغانيها القديمة. تعاقدت معها محطة الشرق الأدنى فترة من الزمن وسجلت لها مجموعة من أغانيها الجديدة، كما قدمت حفلات غنائية في إذاعة القدس العربية عام 1935 بدعوة من إدارتها.

## أهم أغانيها
مونولوج يا بلبلين في الهوى خايفين: كلمات صالح جودت - ألحان رياض السنباطي (مقام بياتي) / مونولوج «أحلام الزهور» ألحان رياض السنباطي 1949 / موشح يا قادة العشاق: ألحان محمود صبح / قاضي الغرام (يا حلو يا لالّي): كلمات عبد الفتاح مصطفى الحان سيد مصطفى/ ما تهونش عليا: كلمات محمد إسماعيل، ألحان أحمد عبد القادر (قدمتها في حفل  بالباخرة سودان عام 1954) / طال السهر (حفل الباخرة سودان 1954) / دور «يا طالع السعد»: كلمات الشيخ أحمد عاشور، ألحان داوود حسني (مقام راست) / قصيد «يا هاجري من غير ذنب في الهوى»: أشعار محمود سامي البارودي، ألحان محمد القصبجي (تم تسجيلها بالإذاعة السورية في 6 سبتمبر 1951) / دور «الفؤاد حبك ولا لوش منصف»: الحان إبراهيم القباني / مصرع كليوباترا: وضع الموسيقى المايسترو عبد الحليم نويره، والفنان فريد غصن (من فيلم أحب الغلط) / جنى الزمان: كلمات محمد إسماعيل، ألحان حسن مختار / هليت علينا بخير وسلام: أغنية للترحيب بشهر رمضان / حيرني أمرك يا قلبي: كلمات عبد الفتاح مصطفى، ألحان سيد مصطفى / فرحتك يا قلبي: كلمات محمد إسماعيل وألحان أحمد عبد القادر / يا دمعتى زيدى بختى ماهو بايدى / تشكر يا سايق المطر (مع محمد الكحلاوي) / اوف يابا (مع محمد الكحلاوي) / يا ليتنى جيته (مع محمد الكحلاوي) / ديالوج «نبين زين» (مع أحمد شريف) / قصيدة «عيناك نامت في جفونهما» / موشح «يا قادة العشاق» / قصيدة «ابتسام» / طال السهر يا ليل / عايزه اسامحه / لبن زبادى / عيناك / القلب اللى شاريك / موشح «اللّحظَ قد ارسل» / يا حجاج بيت الله / قد ما احبك زعلان منك / وين يا بدويه وين / حطوا لجمال والله / عيد الأماني والتهاني.

## قائمة أفلامها
قامت المطربة آمال حسين بالظهور في 4 أفلام للغناء فقط وهي:
فيلم «العزيمة» للمخرج كمال سليم عام 1939
فيلم «حياة الظلام» للمخرج أحمد بدرخان عام 1940
فيلم «أحب الغلط» للمخرج حسين فهمي عام 1942
فيلم «رابحة» للمخرج نيازي مصطفى عام 1945

## وصلات خارجية
- آمال حسين على موقع دهليز
- آمال حسين على موقع السينما
- آمال حسين على موقع ساماعي